# A Notre Dame-i toronyőr (film, 1996)
A Notre Dame-i toronyőr (eredeti cím: The Hunchback of Notre Dame) 1996-ban bemutatott amerikai rajzfilm, amely Victor Hugo A párizsi Notre-Dame című regénye alapján készült, és a 34. Disney-film. Bár a regény fő mondanivalója megtalálható a rajzfilmben, lényeges különbségek vannak a két mű között. A történet középpontjában Esmeralda, a cigány táncoslány áll, aki iránt vágyat érez Claude Frollo, a hatalmas és kegyetlen igazságügyi miniszter. Quasimodo, a főhős, a Notre Dame jószívű, ám torz harangozója. A történet meghatározó szereplője továbbá Phoebus, a jószívű kapitány, aki szintén gyengéd érzelmeket táplál Esmeralda iránt.
Amerikában 1996. június 21-én, Magyarországon 1996. november 28-án mutatták be a mozikban.
A Szépség és a szörnyeteg rendezői Kirk Wise és Gary Trousdale, producere Don Hahn, aki többek között a Szépség és a Szörnyeteg és az Oroszlánkirály producere volt. A film zenéjét Alan Menken és Stephen Schwartz alkotta meg, az eredeti rajzfilmben pedig többek között Tom Hulce, Demi Moore, Kevin Kline, Paul Kandel, Jason Alexander, Charles Kimbrough, David Ogden Stiers, Tony Jay, és Mary Wickes hangját hallhatjuk. Műfaja zenés filmdráma.
A film az úgynevezett „Disney reneszánszhoz” tartozik. Második része a A Notre Dame-i toronyőr 2. – A harang rejtélye, melyet 2002-ben került videó forgalmazásba.

## Cselekmény
A film 1482-ben kezdődik Párizsban, ahol Clopin, egy cigány bábjátékos meséli el a Notre Dame-i toronyőr történetét egy csapat gyermeknek. Maga a történet három cigány érkezésével kezdődik, akik titokban érkeznek Párizsba, ahol Frolló főbíró, aki Párizs igazságügyi minisztere és a város tényleges irányítója, emberei észreveszik őket. A cigány nő megpróbál elmenekülni Frolló elöl, de a főbíró megöli őt a Notre Dame előtt. A torz gyermek megölésére készül, mikor megállítja a főesperes és a nő meggyilkolásával vádolja. Hogy jóvátegye bűnét, elvállalja, hogy sajátjaként neveli majd fel a gyermeket a katedrálisban és a Quasimodónak nevezi el.
20 évvel később Quasimodo, mint egy fiatal jószívű elszigetelt ember jelenik meg előttünk, akinek egyetlen társasága a vízköpők és a harangok. Frollo folyamatosan azt sugallja neki, hogy Quasimodo egy szörnyeteg, akit még a saját anyja is magára hagyott, és, hogy a külvilág sosem viselné el őt. Quasimodo azonban, figyelmen kívül hagyva a figyelmeztetést, kiszökik a Bolondok Napjára és részt vesz a fesztiválon, ahol a tömeg a Bolondok Királyává választja, ám végül mégis megalázzák őt. Frolló elutasítja Quasimodo segélykiáltásait, a szerencsétlent csak a cigány lány Esmeralda menti meg, nyíltan ellenszegülve Frollónak. Frolló utasítást ad katonáinak, hogy fogják el, de a lány a mágia segítségével elmenekül. Frolló leszidja Quasimodót és visszaküldi a katedrálisba.
Esmeralda követi Quasimodot a templomban, akit viszont Phoebus követ, aki Frolló őreinek a kapitánya. Phoebus, aki személy szerint nem ért egyet Frolló módszereivel és nem fogja el Esmeraldát a katedrálisban. Frolló végül a főesperes utasítására elhagyja a katedrálist, de azzal az üzenettel, hogy ha Esmeralda elhagyja a templomot, akkor azonnal elfogják. Esmeralda végül megtalálja Quasimodot a harangtoronyban, ahol barátok lesznek. Cserébe, hogy megmentette őt a tömeg elől, Quasimodo kijuttatja Esmeraldát a templomból. Esmeralda egy térképet ad Quasimodónak, amely a Csodák Udvarát ábrázolja, a cigányok titkos rejtekhelyét, arra az esetre, ha legközelebb úgy döntene, hogy elhagyja a katedrálist. Frolló rájön, hogy vágyat érez Esmeralda iránt. Hamarosan rájön, hogy Esmeralda megszökött a Notre Dame-ból és őrült hajtóvadászatot indít ellene, mindent elpusztítva, ami az útjába kerül. Phoebus felismeri hogy Frollónak elment az esze és nyíltan ellene fordul, aki utasítást ad arra, hogy lőjék le és végezzék ki. Phoebus beleesik a folyóba, de Esmeralda megmenti és Quasimodóhoz viszi felépülni.
Frolló tudja, hogy Quasimodo segített megszökni Esmeraldának. Blöfföl és azt mondja Quasimodónak, hogy tudja, hol van a Csodák Udvara. Ezek után Phoebus azt javasolja Quasimodónak, hogy menjenek el Esmeraldához és figyelmeztessék őt Frolló tervére. A térképet használva eljutnak a Csodák Udvarába, ahol kémeknek nézik, ezért majdnem felakasztják őket, de Esmeralda tisztázza a helyzetet. Végül Frolló megérkezik a seregével, elárulja, hogy követte Quasimodót és utasítja katonáit, hogy fogják el őket.
Frolló utasítást ad, hogy Esmeraldát égessék meg máglyán, mert a lány nem akart a szeretője lenni. Quasimodo a harangtoronyból figyeli az eseményeket, kikötözve, de mikor látja Esmeralda szenvedését, kiszabadul béklyóiból és eldönti, hogy megmenti a lányt. Phoebus lázadást szít, verekedés tör ki a tömeg és a katonák között. Quasimodo kiszabadítja Esmeraldát és testét az ágyára helyezi le. Ezután olvadt rezet önt az utcára, hogy senki se tudjon bejutni a katedrálisba. Ám Frolló valahogyan bejut az épületbe. Quasimodo Esmeraldát halottnak véli, s ekkor megérkezik Frolló, aki le akarja szúrni őt. Quasimodo dühében majdnem megöli Frollót, de ebben megakadályozza, hogy Esmeralda magához tér. Frolló az erkélyre üldözi őket, ahol harcolni kezdenek. A harc során Frolló szembesíti Quasimodót valódi eredetéről, melyről éveken át hazudott neki, s végül vadul lelöki őt az erkélyről, de pillanatok múlva a főbíró is zuhanni kezd. Frolló a mélybe zuhan és odavész a téren keletkezett tűzben, Quasimodót azonban elkapja Phoebus egy alsóbb szinten, ahol a kis csapat hatalmas boldogságban egyesül.
Miközben a tömeg győzelmét ünnepli Frolló felett, Quasimodo szembenéz a tömeggel, amely ez alkalommal hősként fogadja.

## Szereplők
További magyar hangok: Dimulász Miklós, Garai Róbert, Kardos Gábor, Katona Zoltán, Némedi Mari, Rudas István, Tardy Balázs, Varga Tamás, Várkonyi András

## Produkció
A Notre Dame-i toronyőr a második film, melyet Gary Trousdale és Kirk Wise rendezett, akik az 1991-es Szépség és a Szörnyeteg rendezői voltak. Mindketten elolvasták Victor Hugo világsikerű regényét, de abban mindketten egyetértettek, hogy a filmbeli adaptációt sok részletében meg kell változtatni, hogy jobban igazodjon egy gyermeknek készült rajzfilméhez. Például sokkal kedvesebbé tették a regény szereplőit pl. Esmeraldát, Phoebust vagy Quasimodót. Illetve Frolló karakterét teljesen megváltoztatták, például Frolló a könyvben nem igazságügyi miniszter, hanem ő maga a főesperes, ám a készítők inkább alkottak egy teljesen új karaktert. Emellett Quasimodo "kapott" még három megszemélyesített vízköpőt. A legfontosabb változtatás talán pedig az, hogy Esmeralda és Quasimodo életben maradnak a film végén. Ez az ötlet valószínűleg a mű opera (melyet Hugo írt saját könyvéből) változatából jöhetett, ahol Esmeraldát Phoebus menti meg a dráma végén.
A film készítői valóban meglátogatták néhány hétre a Notre Dame-ot Párizsban. És több száz rajzot, skiccet és fotót készítettek, hogy hűek maradjanak az épület eredeti vonalaihoz.
Sokan a filmben megszólaló "szinkronhangokból" részt vettek már korábban is ilyen projektekben. Például Tony Jay és David Ogden Stiers, akik Claude Frollónak, illetve a főesperesnek, voltak a hangjai, már korábban is dolgoztak együtt például a Szépség és a Szörnyeteg című rajzfilmben. Ők voltak a hangai például Tikk-Takk úrnak és Monsieur D`Arquenak, ám egy jelentben sohasem szerepeltek. Clopin hangját (Paul Kandel) az alapján választották ki, amikor látták egy operában szerepelni. Demi Moore-t például azért választották a szerepre, mert egyedi hangja volt és a film készítői nem szerettek volna egy szokványos hangot adni egy főszereplőnek.
A változtatások következtében a film G (Korhatárra tekintet nélkül megtekinthető) besorolást kapott, ám lényegi utalások így is találhatóak a filmben ilyen pl. a gyermekgyilkosság, vágy, pokol megjelenítése, társadalmi előítéletek. A dalszövegekben is felfedezhetjük ez a vonalat, például a kicsapongó, féktelen, szajha szavak az erotikus hatást próbálják erősíteni, persze csak egy gyermekeknek szóló film szintjén. Továbbá, ez az első Disney film, ahol megjelenik a kárhozat szó.

## Zene
A film zenéjét Alan Menken írta, szövegeit pedig, Menken és Stephen Schwartz. A CD tartalmazza a "The Bells of Notre Dame" Clopin dala, "Out There" Quasimodo és Froló dala, "Topsy Turvy" Clopin és a cigányok, "God Help the Outcasts" Esmerelda, "A Guy Like You" Victor, Hugo, és Laverne, "Heaven's Light/Hellfire" Quasimodo, az Esperes és Frollo, és "The Court of Miracles" Clopin és a cigányok.
Három dal is készült, melyeket azonban elvetettek a készítés során, ilyen például: "In a Place of Miracles", "As Long As There's a Moon", és a "Someday". A "Someday" valójában a "God Help The Outcasts" című dal egyik hosszabb és átdolgozottabb formája volt. Bár a szám nem szerepel a filmben, de stáblista alatt hallhatjuk ezt a dalt, melyet az All-4-One R'n'B együttes énekel az Észak Amerikai változatban és az Eternal a Brit kiadásokon. Luis Miguel pedig felvette a dalt spanyolul, ami hatalmas slágerré vált Mexikóban.

## Jelölések
- 1997 – Oscar-díj jelölés – a legjobb vígjáték filmzene – Alan Menken, Stephen Schwartz
- 1997 – Golden Globe-díj jelölés – a legjobb eredeti filmzene – Alan Menken

## Televíziós megjelenések
HBO, M1 